# Heloísa Prata e Prazeres
Heloísa Prata e Prazeres (Itabuna, 21 de junho de 1946 é uma poeta, crítica literária, professora e escritora brasileira,  imortal da Academia de Letras da Bahia, Cadeira 26,  doutora em letras pela Universidade de Cincinnati, Estados Unidos.

## Biografia
Sucessora do professor e ex-governador Roberto Santos, na cadeira 26 da Academia de Letras da Bahia reside em Salvador desde 1960, mas é natural de Itabuna, nascida em 21 de junho de 1946, filha de sergipanos migrados para o Sul da Bahia. .
A partir de 1982, cursou o doutorado em Literatura no Departamento de Línguas e Literaturas Românicas da Universidade de Cincinnati.
Foi  professora adjunta do Instituto de Letras da Universidade Federal da Bahia.
Entre suas obras encontram-se:
- Temas e teimas em narrativas baianas do Centro-Sul, 2000;
- Arcos de sentido: literatura, tradução e memória cultural, 2018
- Poesia: Pequena História: poemas, 2014;
- Casa onde habitamos, 2016;
- Tenda acesa, poemas, 2020.
- A vigília dos Peixes, poemas 2021.

Em 29 de julho de 2021, tomou posse como imortal da Cadeira 26 da Academia de Letras da Bahia.